# Olivier Moriano
Olivier Moriano, né le 17 août 1976, est un boxeur français champion de France en muay-thaï, kick-boxing, sanda et sambo.

## Biographie
Il commence les sports de combats en 1996. En 2001, il se lance dans une nouvelle discipline, le sanda dont il devient champion de France élite en 2004, 2005, 2006, 2007 et 2008. Depuis 2004, Il est sélectionné en équipe de France jusqu'en 2008, disputant plusieurs rencontres internationales, dont un championnat du monde en 2005 à Hanoï au Vietnam et un championnat d’Europe en 2006 à Lignano en Italie. 
En 2007, il pratique en parallèle, du sambo combat. Il devient la même année champion de France, et est sélectionné en équipe de France de sambo et participe au championnat d’Europe en Bulgarie, puis au championnat du monde à Prague en République tchèque,.
En 2008, Olivier Moriano quitte les sports amateurs et part en Thaïlande à Bangkok pour se spécialiser en muay-thaï, où il combat au Rajadamnern stadium[réf. souhaitée].
En 2009, il obtient les ceintures de champion de France en muay-thaï et en kick-boxing à Paris,.
En 2010, il décroche la ceinture de champion de France de kick-boxing à Paris avant d’être gravement accidenté à Nice.
En 2011, il met fin à sa carrière. En 2016, après plusieurs opérations chirurgicales importantes, Olivier Moriano reprend la boxe professionnelle,.

## Palmarès & Titres
| Année | Discipline  | Compétition             | Pays       | Position                      |
| ----- | ----------- | ----------------------- | ---------- | ----------------------------- |
| 2000  | Kung fu     | Coupe de France         | France     | Médaille de bronze            |
| 2001  | Kung fU     | Championnat de France   | France     | Médaille d'argent             |
| 2002  | Sanda       | Coupe de France         | France     | Médaille de bronze            |
| 2003  | Kung fu     | Coupe de France         | France     | Médaille d'or                 |
| 2003  | Sanda       | Championnat de France   | France     | Médaille d'argent             |
| 2004  | Sanda       | Coupe de France         | France     | Médaille d'or                 |
| 2004  | Sanda       | Championnat de France   | France     | Médaille d'or                 |
| 2005  | Sanda       | Coupe de france         | France     | Médaille d'or                 |
| 2005  | Sanda       | Championnat de France   | France     | Médaille d'or                 |
| 2005  | MMA         | GCM DOG 3               | Japon      | Défaite (soumission)          |
| 2005  | Sanda       | Championnat du Monde    | Viêt Nam   | 1/4 finaliste                 |
| 2006  | Muay Thaï   | Artur Mariano           | Brésil     | Victoire (décision)           |
| 2006  | Sanda       | Coupe de France         | France     | Médaille d'or                 |
| 2006  | Sanda       | Championnat de France   | France     | Médaille d'or                 |
| 2006  | Sanda       | Championnat d'Europe    | Italie     | Médaille de bronze            |
| 2007  | Sanda       | Coupe de France         | France     | Médaille d'or                 |
| 2007  | Sambo       | Championnat de France   | France     | Médaille d'or                 |
| 2007  | Sambo       | Championnat d’Europe    | Bulgarie   | Médaille de bronze            |
| 2007  | Muay Thaï   | Fight Evolution         | Italie     | Victoire (décision)           |
| 2007  | Sambo       | Championnat du Monde    | Tchéquie   | 4                             |
| 2008  | Muay Thaï   | Radjadamnern stadium    | Thaïlande  | Défaite (décision)            |
| 2008  | Sanda       | Championnat de France   | France     | Médaille d'or                 |
| 2008  | Muay Thaï   | Fight Evolution 4       | Italie     | Victoire (KO technique (TKO)) |
| 2009  | Muay Thaï   | Crawley Warrior XV      | Angleterre | Défaite (TKO)                 |
| 2009  | Kick Boxing | Championnat de France   | France     | Médaille d'or                 |
| 2009  | Muay Thaï   | Championnat de France   | France     | Médaille d'or                 |
| 2010  | Kick Boxing | Championnat de France   | France     | Médaille d'or                 |
| 2011  | Muay Thaï   | Nuit des champions      | France     | Défaite (décision)            |
| 2015  | K1          | Championnat d’Europe    | Espagne    | 1 / 4 finaliste               |
| 2016  | K1          | Partouche Tour          | France     | Victoire (TKO)                |
| 2016  | K1          | Partouche Tour          | France     | Défaite (décision)            |
| 2017  | K1          | La nuit des gladiateurs | France     | Défaite (TKO)                 |